# Enterovirusi
Rod Enterovirusa čini 67 tipova humanih enterovirusa i najmanje 34 tipa enterovirusa izoliranih u drugih vrsta sisavaca. Pripadaju obitelji Picornavirida, jednoj od najvećih i najvažnijih obitelji u humanoj medicinskoj virologiji. To su mali virusi bez vanjske lipidne ovojnice koji u središnjem dijelu virusne čestice sadrže jednolančani pozitivni lanac RNK-a.
Ime tih virusa dolazi od grčke riječi ἔντερον, enteron, što znači crijevo i proizlazi iz njihovoj sposobnosti umnožavanja u stanicama tankoga crijeva napadnuta organizma.
Enterovirusi su postojani u kiseloj sredini, što im omogućuje prolazak kroz želučani sadržaj. Termolabilni su, pa ih zagrijavanje pri 50°C brzo razara. Ultraljubičaste zrake i sušenje također ih brzo inaktiviraju. 
Danima mogu ostati infektivni pri sobnoj temperaturi, a u hladnjaku (4°C) i tjednima.
Primarno umnažanje enterovirusa zbiva se u probavnom sustavu, ali mogu se umnažati i u drugim tkivima (npr. živci, mišići itd.)

## Podjela
Na temelju bioloških osobina podjeljeni su u vrste:
1. poliovirus tip 1.i 2.
2. coxsackie virusi A
3. coxsackie virusi B
4. echovirusi
5. enterovirusi tip 68, 69, 70 i 71

## Patogeneza i imunost
Ulazno mjesto većine enterovirusa jest gornji dio probavno-dišnog sustava. Virus inficira mukozno tkivo ždrijela i/ili crijeva. Početno i neprekinuto umnožavanje najvjerojatnije se zbiva u limfnom, ždrijelnom i crijevnom tkivu.
Nakon toga virus ulazi u krvotok (viremija) i širi se do stanica retikuloendotelnog sustava i specifičnih siljnih organa (moždane ovojnice, kralježnična moždina, miokard, koža). Umnažanje virusa u ždrijelu i viremija (prisutnost virusa u krvi) zbiva se tijekom inkubacije. Prema tome, enterovirusi se mogu otkriti u ždrijelu već u prvom tjednu bolesti, a poslije samo iz bolesnikove stolice.
Poliovirus je izrazito neurotropni virus. Njegov je ciljni organ središnji živčani sustav, osobito neki centri u mozgu, mali mozak, zatim stanice prednjih rogova kralježnične moždine i gangliji stražnjih korijena. Poliovirus se najprije umnaža u stanicama ždrijela i crijeva. Potom, viremijom dospijeva u središnji živčani sustav. Infekcija poliovirusom može imati kao posljedicu trajno oštećenje ili privremeni gubitak funkcije. Virusna infekcija se može proširiti i na miokard. Cirkulirajuća specifična protutjela mogu ograničiti širenje virusa od mjesta primarnog umnažanja do ciljnog organa. Coxsackie i echovirusi imaj drugačiji i širi tropizam ( sklonost mikroorganizma prema nekom tkivu) od virusa poliomijelitisa. Ti virusi mogu se dokazati u likvoru, mokraći, na mjestima promijenjene kože, u sadržaju nastalih vezikula, strugotinama konjuktive, perikardialnoj tekućini i u mišićima. Infekcija probavnog sustava potiče stvaranje lokalnog imunosnog odgovora. sekretorna IgA protutjela mogu se otkriti unutar 2 do 4 tjedna od početka infekcije. Ta protutjela spječavaju ili ograničavaju izlučivanje poliovirusa u probavni sustav. Poticanje lokalne imunosti u crijevima smatra se glavnom prednočću cijepljenja protiv poliomijelitisa (oralno) živim i atenuiranim od inaktivnog (parenteralnog) cjepiva.

## Epidemiologija
Izvor zaraze humanim enterovirusima isključivo je čovjek koji izlučuje viruse. Virusi se prenose fekalno-oralnim, ali i dišnim putem. Enterovirusi su postojani u tekućem mediju, pa je tako moguće njihovo preživljavanje u tjelesnim tekućinama, vodi i otpadnim vodama. Smatra se da i muha može biti vektor mehaničkog prijenosa virusa. U umjerenom klimatskom pojasu enterovirusne su infekcije najčešće u ljetnim mjesecima. Infekcije su češće prisutne u ljudi nižega socio-ekonomskog statusa i loših higijenskih navika. Iznimka je svakako poliomielitis jer do uvođenja cijepljenja paralitički je poliomielitis bio "bolest napretka" odnosno bio je učestaliji u razvijenom svijetu.
Većina enterovirusnih infekcija klinički je neprimjetna ili prolazi kao blaga febrilna bolest. Klinički vidljive enterovirusne infekcije najčešće su u djece. Mala djeca najčešće prenose enteroviruse. Enterovirusne infekcije češće su u muškog nego u ženskog spola. 
Enterovirusi uzrokuju poliomijelitis, serozne meningoencefalitise, infekcije u trudnoći, perinatalne i neonatalne enterovirusne infekcije, karditise, herpangine, enterovirusne egzanteme, akutne hemoragijeske konjuktivitise i bolesti dišnog sustava.

## Laboratorijska dijagnostika
Enterovirusi se najčešće izoliraju iz stolice, obriska rektuma, obriska i ispirka ždrijela, krvi, likvora, vezikularne tekućine, tkiva i obriska konjuktiva. za otkrivanje specifičnih protutjela primjenjuju se serološki testovi: test neutralizacije, reakcije vezanja komplemenata (RVK) i inhibicija hemaglutinacije.

## Liječenje, prevencija i kontrola
Liječenje je simptomatsko. Najunčikovitija zaštita od jednog oblika enterovirusnih infekcija jest aktivna imunizacija protiv poliomijelitisa. Higijenske su mjere osnova sprječavanja širenja enterovirusnih infekcija.